# 魂魄唔齊
《魂魄唔齊》是一部於2002年上映的香港電影，屬輕鬆恐怖片種，由梁栢堅導演，陳奕迅、容祖兒主演，以粵劇戲棚作為背景。類似電影包括1980年代許鞍華執導的《撞到正》及關錦鵬的《胭脂扣》等。
魂魄唔齊在香港上映期間票房為5,836,377.00港元。

## 演員表
- 陳奕迅 飾 路初八
- 容祖兒 飾 紫雲飛
- 伍詠薇 飾 娟姐
- 黃秋生 飾 洪霸天
- 鄭希怡 飾 陸環彩
- 謝霆鋒 飾 蔣浩風
- 楊淇 飾 Miko
- 文千歲 飾 吉叔
- 劉浩龍 飾 十仔
- 蕭亮 飾 陸環彩父
- 黃岳泰 飾 酒吧黑幫大佬
- 車婉婉 飾 六十年前妓女
- 劉洵 飾 成年蔣浩風近身小凱

## 資料來源
- 《魂魄唔齊》 — 戲台上下情難捨

## 外部連結
- 魂魄唔齊 （页面存档备份，存于）
- 開眼電影網上《魂魄唔齊》的資料（繁體中文）
- 香港影庫上《魂魄唔齊》的資料（繁體中文）
- 时光网上《魂魄唔齊》的資料（简体中文）
- 豆瓣电影上《魂魄唔齊》的資料 （简体中文）
- AllMovie上《魂魄唔齊》的资料（英文）
- 互联网电影数据库（IMDb）上《魂魄唔齊》的资料（英文）